# Brave Margot
Brave Margot est une chanson de 1953 de Georges Brassens.

## Paroles
Les paroles décrivent une jeune bergère bien intentionnée mais naïve, Margot, qui trouve un chaton perdu et l'adopte. Lorsque le petit chat a faim, elle lui donne le sein. Cela attire beaucoup de spectateurs masculins et arrête toute vie dans le village. Les femmes du village deviennent jalouses et prennent donc le chaton pour le tuer. Margot est triste, mais obtient un mari et ne montre plus jamais ses seins à quelqu'un d'autre.

## Reprises
- 1953 : Sidney Bechet (enregistré le 28 mai 1953)[2]
- 1966 : Patachou : Les succès de Georges Brassens[3] (Écouter en ligne)
- 1995 : Renaud : Renaud chante Brassens (Écouter en ligne)
- 1997 : Manu Galvin : Georges Brassens interprété par Manu Galvin et Michel Haumont
- 2003 : Il était une fois... : album 20 chansons d'or
- 2005 : Maxime Le Forestier : Le Forestier chante Brassens (intégrale)
- 2006 : Brassen's not Dead : Brassen's not Dead
- 2016 : Gus Viseur : 100 grandes chansons à l'accordéon
- 2021 : François Morel et Yolande Moreau : Brassens dans le texte